# Positiv (orgel)
Ett positiv kan i piporgelsammanhang vara:
- Ett enmanualigt orgelverk utan självständig pedal. Pedalklaviatur kan saknas helt, som i Husie kyrka i Skåne, eller vara bihängt – det vill säga vara kopplat till manualens tangenter – som i Amiralitetskyrkan i Karlskrona.
- Ett verk i en flermanualig orgel, vars huvudstämma – principalen – ligger i ett högre oktavläge än huvudverkets, till exempel ryggpositiv och sidpositiv.

|  |  |  |  |  |

|  |  |  |